# 嘉樂庇總督大橋

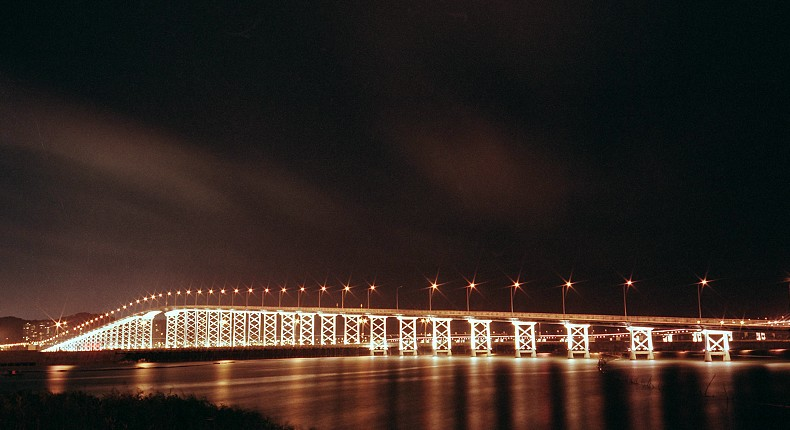
嘉樂庇總督大橋夜景

嘉樂庇總督大橋（葡萄牙語：Ponte Governador Nobre de Carvalho；或稱嘉樂庇大橋，坊間通稱澳氹大橋、澳門跨海大橋、舊澳氹大橋、舊大橋、舊橋或香雞橋）是澳門第一條連接澳門半島和氹仔的跨海大橋，也是當時葡萄牙“十大建設工程”之一。大橋從澳門半島葡京酒店對開海岸起到達氹仔小潭山北麓。

## 沿革
1967年8月24日下午6時半，在澳門新聞旅遊處長殷多尼卸任在即，於新聞旅遊處舉行記者招待會，有記者提問：「有關建設澳氹大橋，政府是否有意興建？」處長答：「關於建橋計劃，現正由葡國專家賈多素草擬中，政府亦有决心實現該項建設。」
1968年5月3日，里斯本對之頗感興趣，並派出工程師來澳設計，同時，另有阿根廷、巴西等世界有名建橋專家，參加設計繪成圖，葡專家繪成第一次草圖寄澳，該張草圖中，兩邊由貼陸之引橋部份地方起，迄至對方引橋處止，長度一共有3100.8公尺，兩邊引橋處，澳門方面有370公尺，氹仔有380公尺，中間較高之點佔有1231.4公尺，較低之橋道佔有1119.4公尺，橋之最高處距離水面為34公尺，可以任由較大鐵船由橋下通過。新聞處說未有發表建橋計劃與工程在何時興建，只說此為第一次草圖，將來有可能再予修改，故暫時可作為一種希望，將來有可能成為事實。
1969年1月9日澳門總督嘉樂庇在致電予葡萄牙海外部副部長，表達建跨海大橋願望。在2月15日葡萄牙工程師賈多素抵澳視察澳氹大橋的兩個起點，並在4月份決定依照賈多素所設計第二圖則，該橋將由澳門銅馬像為起點至氹仔的觀音嚴止。
1969年10月31日下午4時舉行的立法委員會會議席上，正式宣佈投承興建澳氹跨海大橋工程，經其澳督嘉樂庇之建議及獲得葡海外部之批准，已同意交由澳門殷商何賢承建。何賢表示一定把橋建成，不謀暴利只為澳門居民。澳氹大橋辦公室亦在12月6日誕生，以監督未來大橋的承建。
1970年1月，於澳督府二樓舉行承建澳氹大橋合約的簽署儀式，由澳督嘉樂庇代表澳葡當局，何賢代表承建商澳門工程有限公司，互相在合約上簽署。簽署之後雙方握手致賀。承建大橋合約在簽訂之日起，限期於990日完成建橋工程。並在6月18日正式動工。
大橋以時任第121任澳門總督嘉樂庇命名，於1974年10月5日早上11點由葡萄牙建橋專家賈多素教授、澳督嘉樂庇與何賢主持開幕，同日下午1時正式通車。大橋全長2,569.8米，寬9.2米，雙線來回行車，兩旁設有各寬0.8米的行人道。大橋中段突起成三角弧形，最高處距離海平面35米。落成時，曾是世界最長的跨海鋼筋混凝土連續樑橋，令澳門半島和氹仔有陸路通道連接。 大橋曾經是世界最長的跨海鋼筋混凝土連續橋樑，更是當時葡萄牙“十大建設工程”之一；由於橋體和樁柱清秀，恍如拜神的神香腳，因此坊間對該大橋笑稱為“香雞橋”。
大橋乃雙線往返車道，目前只供公共運輸工具與特種車輛使用。開通初期向過橋車輛（救護車、警車等除外）收取每次3元至20元不等的通行費，並提供包含十五張及三十張的套票分別於十五日及三十日內使用，且享有半價優惠（的士及集體載客運輸除外），收費處在氹仔端；後來於1982年1月1日起根據「第43/81/M號法令 （页面存档备份，存于）」撤消收費，唯當時據行走澳門至離島巴士的兩間公司負責人表示票價仍然照舊，不會調低車票。自大橋通車日起已有11、21、21A路線經此橋營運。

## 現況
隨着澳門發展，加上車道限制，舊大橋的交通壓力非常大。因此分別在1994年和2004年落成的友誼大橋和西灣大橋能夠起到減輕負荷的作用，同時由2005年4月8日起舊大橋暫時封閉半年，以進行維修工程並進行臨時交通管制；其後於2005年10月5日起恢復公共運輸工具與特許車輛使用。澳門土地工務運輸局於2007年4月2日宣佈把管制再延長半年至同年10月5日，並於同年4月5日起恢復行人步行使用，惟步行方向需與相鄰行車方向相反。
澳葡政府為減輕舊大橋負荷確保安全，在1994年3月11日，嚴禁15噸以上車輕行駛舊大橋。
大橋現時受《嘉樂庇大橋、友誼大橋及引橋規章》所管制。
2017年8月23日，澳門發生“823 天鴿”風災，因應友誼大橋和西灣大橋受到不同程度受損影響車輛通行交通部門隨後於同年8月24日一度全線開放予市民使用；後來於同年8月31日起恢復公共運輸工具與特許車輛使用。
氹仔东亚运大马路近西湾大桥引桥之入口（氹仔往澳门方向）于2018年12月15日上午9时起因路面重铺工程而禁止车辆通行。为疏导友谊大桥及西湾大桥交通，旧大桥同日晚上7时45分起临时开放予轻型汽车通行。至該工程完成後，旧大桥在12月17日零時恢復公共巴士、的士與特許車輛使用。

## 重大意外
- 2004年10月4日，一輛澳巴11路線的「日產」Civilian小巴（車隊編號：K28），由氹仔回程媽閣途中，司機懷疑睡著，在嘉樂庇總督大橋撞向前面行駛中的新福利33路線三菱扶桑大巴，被形容險些衝下海。肇事澳巴車頭擋風玻璃破裂。事件導致25名巴士乘客受傷，是事故造成受傷人數曾是澳門最高記錄，兩間醫院更要啟動災難應變措施。[13]
- 2016年6月30日下午，新福利大巴疑與一輛的士在嘉樂庇總督大橋澳門橋口迎頭猛撞，的士司機重傷被困，車內三男一女乘客受傷，巴士則有老婦和女童輕傷。七傷者由救護車送往山頂醫院治理，的士司機多處骨折，的士女乘客送院後昏迷吐血，兩人傷重命危。[14]肇事「黑的」司機，當時被困車廂，身體多處骨折，由消防救出送院，經搶救後延至7月6日不治。[15][16]事後，交通事務局局長林衍生宣佈，所有公共巴士限速50公里／小時。
- 2017年3月22日晚上11時，兩輛新福利巴士（車隊編號：K173、K182），分別是往氹仔及往澳門行駛的26A及33路線，於大橋上迎面相撞，造成達32人受傷，事故更令大橋封閉至清晨，而該意外更成為本澳至今傷者人數最多的單一交通事故[17][18]。

## 途經公共巴士路線
| 巴士公司 | 路線                                                                               |
| -------- | ---------------------------------------------------------------------------------- |
| 澳巴     | 11、21A、22、28A、50、50B、52、52S、71、 73（賽車期間暫不途經）、MT1、MT2、MT5、N5 |
| 新福利   | 25、25AX（賽車期間暫不途經）、25B、26A、33、 39、102X、H3                          |

## 資料來源
1. ↑  . 華僑報.   [2023-05-05]. （原始内容存档于2023-05-05）.
2. ↑  . 獨立媒體 (香港).   [2023-04-19]. （原始内容存档于2023-04-23）.
3. ↑  . 澳門雜誌.
4. ↑  . 澳門日報. 2024-03-22  [2024-03-22]. （原始内容存档于2024-03-22）.
5. ↑  . 《政府公報》. 1974-09-18.
6. ↑  . 澳門特別行政區新聞局. 2005年10月5日  [2024年3月22日]. （原始内容存档于2023年1月16日）.
7. ↑  . 澳門特別行政區新聞局. 2006年6月27日.
8. ↑  . 土地工務運輸局. 澳門特別行政區新聞局. 2007年4月2日.
9. ↑  . 土地工務運輸局. 澳門特別行政區新聞局. 2007年4月5日.
10. ↑  . 力報. 2017-08-24.
11. ↑  . 交通事務局（DSAT）. 澳門特別行政區新聞局. 2017年8月29日.
12. ↑  . 交通事務局（DSAT）. 澳門特別行政區新聞局. 2018年12月16日.
13. ↑  . 澳門日報. 2004-10-05  [2009-02-05]. （原始内容存档于2016-03-05） （中文（澳門））.
14. ↑  . 澳門日報. 2016-06-30. （原始内容存档于2016-08-03） （中文（澳門））.
15. ↑  . 現代澳門日報. 2016-07-07  [2016-08-15]. （原始内容存档于2016-09-13） （中文（澳門））.
16. ↑  . 澳門日報. 2016-07-04. （原始内容存档于2016-08-08） （中文（澳門））.
17. ↑  . 澳門日報. 2017-03-23  [2017-07-23]. （原始内容存档于2017-06-08）.
18. ↑  . 衛生局（SS）. 澳門特別行政區新聞局. 2017年3月23日.